# Eustenophasma galeopsis
Eustenophasma galeopsis là một loài bướm đêm trong họ Geometridae.